# کلکیت
کلکیت (به ترکی استانبولی: Kelkit) شهری است در کشور ترکیه که در استان گوموش‌خانه واقع شده‌است. جمعیت این شهر بر اساس سرشماری سال ۲۰۰۸ میلادی ۱۳٬۴۱۷ نفر و بر اساس برآوردهای سال ۲۰۰۹ میلادی ۱۳٬۶۱۵ نفر می‌باشد.